# ПММ-2
ПММ-2, Паромно-мостовая машина — 2-я модель — боевая машина инженерных войск (паромно-мостовая машина) ВС Союза ССР.
Паромно-мостовая машина ПММ-2 предназначена для переправы через водные преграды танков, самоходных артиллерийских установок и другой техники, выполненной на базе танка.
Модификацией ПММ-2 является ПММ-2М.

## Техническое описание
Паром состоит из гусеничного плавающего транспортёра с водонепроницаемым корпусом палубной конструкции, соединенных с корпусом шарнирно двух дополнительных понтонов с аппарелями, стыковочными устройствами и проезжими частями.
Паром имеет трехместную кабину с фильтровентиляционной установкой и средствами внутренней и внешней связи, водоходный движительно-рулевой комплекс, якорно-швартовое оборудование, водооткачивающую систему, противопожарное оборудование и другое.

### Технические характеристики
- масса парома — 36 тонн;
- грузоподъемность — 40 тонн;
- мощность двигателя — 522,5 кВт;
- скорость на суше — 55 км/ч;
- запас хода по суше — 500 км;
- экипаж — 3 чел;
- длина — 13380 мм;
- ширина — 3300 мм;
- высота — 3800 мм;
- наименьший радиус поворота на суше — 2,75 метра;
- диаметр циркуляции на воде — 28 метров;
- тяга на швартовых — 32,37 кН;
- время сборки — 5 минут.

### Характеристики паромов
Из нескольких самоходных паромов ПММ-2 собираются паромы увеличенной грузоподъемности:
Паром из двух ПММ
- грузоподъемность — 80 тонн;
- длина парома — 20 метров;
- время сборки — 8 минут.

Паром из трёх ПММ;
- грузоподъемность — 120 тонн;
- длина парома — 30 метров;
- время сборки — 10 минут.